# رشنواد
رشنواد (لاتین: rašnavād) نام سپه سالار ارتش ایران در دوران پادشاهی همای چهرآزاد بود. که داراب را شناخت، و او را به نزد همای چهرآزاد رساند.

## رَشنواد درشاهنامه فردوسی
در شاهنامه فردوسی نخستین بار از رشنواد زمانی یاد می‌شود که سپاهی از روم برای غارت وارد مرز ایران می‌شود و عده‌ای از ایرانیان از جمله مرزبانی که دوست داراب بود کشته می‌شوند. داراب در این زمان در تنگدستی به‌سر می‌برد.
خبر حمله روم به گوش همای چهرآزاد شاه ایران می‌رسد.  رشنواد که در شاهنامه فردوسی از او به عنوان سپهبد و سپهبدنژاد یاد می‌شود برای مبارزه با رومیان فرستاده می‌شود، که رشنواد آغاز به استخدام مبارز برای جنگ با رومیان می‌کند، که موجب شادمانی داراب می‌شود و داراب نام‌نویسی می‌کند، و مبارز لشکر می‌گردد،:
| چنان بد که آمد سپاهی ز روم   |  | به غارت بدین مرز آباد بوم   |
| به رزم اندرون مرزبان کشته شد |  | سر لشکرش زین سخن گشته شد    |
| چن آگاهی آمد به نزد همای     |  | که رومی نهاد اندرین مرز پای |
| یکی مرد بُد نام او رشنواد     |  | سپهبد بُد او هم سپهبدنژاد    |
| بفرمود تا برکَشد سوی روم      |  | به شمشیر ویران کند رویِ بوم  |
| سپه گِرد کرد آن زمان رشنواد   |  | عرض‌گاه بنهاد و روزی بداد    |
| چو بشنید داراب شد شادکام     |  | به نزدیک او رفت و بنوشت نام |
| سپه چون فراوان شد از هر دری  |  | همی آمد از هر سوی مهتری     |

زمانی که رشنواد از داراب، فَر شاهی می‌بیند او را به سمت خود می‌خواند، با دیدن لباس‌های کهنه و اسب فرتوت و جامه جنگ کهنه داراب، به او جامه و اسب و ابزار جنگ مناسب می‌دهد. رشنواد از داراب تبار و گذشته‌اش را می‌پرسد، و او داستان زن و مرد رختشویی (گازُر) که او را بزرگ کرده بود، را بازگو می‌کند:
| بفرمود تا موبدی رهنمای        |  | یکی دست جامه ز سر تا به پای   |
| یکی اسپ با زین و زرین ستام    |  | کمندی و تیغی به زرین نیام     |
| به داراب دادند و پرسید زوی    |  | که ای شیردل مهتر نامجوی       |
| چو مردی و بوم و نِژادت کجاست؟  |  | سزد گر بگویی همه راه راست     |
| چو بشنید داراب یکسر بگفت      |  | گذشته همی برگشاد از نهفت      |
| بر آن‌سان که آن زن برو کرد یاد |  | سخن‌ها همی گفت با رشنواد       |
| ز صندوق و یاقوت و بازوی خویش  |  | ز دینار و دیبا به پهلوی خویش  |
| یکایک به سالار لشکر بگفت      |  | ز خواب و ز آرام و خورد و نهفت |

،
و رشنواد زن و مرد رختشو را فرا می‌خواند و پس از جستجو متوجه می‌شود که داراب فرزند همای چهرآزاد است:
| هم‌آنگه فرستاد کس رشنواد  |  | فرستاده را گفت بر سان باد |
| زن گازُر و گازُر و مهره را |  | بیارید بهرام و هم زهره را |

پس از پیروزی در جنگ و بازگشت، رشنواد در نامه‌ای به همای چهرآزاد ماجرا پیدا شدن داراب و بی‌باکی او را می‌نویسد:
| وزان جایگه بازگشتند شاد        |  | پسندیده داراب با رشنواد     |
| به منزل بران طاق ویران رسید    |  | که داراب را اندرو خفته دید  |
| زن گازُر و شوی و گوهر به‌هم      |  | شده هر دو از بیم خواری دژم  |
| از آنکس کشان خواند از جای خویش |  | به یزدان پناهید و رفتند پیش |
| چو دید آن زن و شوی را رشنواد   |  | ز هر گونه پرسید و کردند یاد |
| بگفتند با او سخن هرچ بود       |  | ز صندوق وز گوهر نابود       |
| ز رنج و ز پروردن شیرخوار       |  | ز تیمار وز گردش روزگار      |
| چنین گفت با شوی و زن رشنواد    |  | که پیروز باشید همواره شاد   |
| از آواز که آمد مر او را به گوش |  | ز تنگی که شد رشنواد از خروش |